# Mittelmühle (Markt Erlbach)
Mittelmühle ist ein Gemeindeteil des Marktes Markt Erlbach im Landkreis Neustadt an der Aisch-Bad Windsheim (Mittelfranken, Bayern). Mittelmühle liegt in der Gemarkung Siedelbach.

## Geografie
Die Einöde liegt am Ulsenbach, einem linken Zufluss der Zenn, und am Siedelbach, der dort als linker Zufluss in den Ulsenbach mündet. 0,5 km nordöstlich des Ortes erheben sich der Sauberg und der Tannenbuck, 0,75 km westlich liegt das Mühlfeld, 0,5 km südöstlich liegt das Waldgebiet Stößfeldlein. Eine Gemeindeverbindungsstraße führt zur Blümleinsmühle (0,6 km nordwestlich) bzw. zur Wolfsmühle (0,5 km südöstlich), eine weitere führt zu einer Gemeindeverbindungsstraße (0,8 km südwestlich) zwischen Markt Erlbach (1,4 km westlich) und Unterulsenbach (1,6 km südöstlich).

## Geschichte
Der Ort wurde im Ansbacher Salbuch über das Rangaw vnd Ampt Newhof von 1476 als „Mittelmühl“ schriftlich erwähnt.
Gegen Ende des 18. Jahrhunderts gehörte die Mittelmühle zur Realgemeinde Unterulsenbach. Die Mühle hatte das brandenburg-bayreuthische Kastenamt Neuhof als Grundherrn.
Der Ort wurde 1800 auch als „Forrachsmühlen“ bezeichnet.
Von 1797 bis 1810 unterstand der Ort dem Justizamt Markt Erlbach und Kammeramt Neuhof. Im Rahmen des Gemeindeedikts wurde Mittelmühle dem 1811 gebildeten Steuerdistrikt Markt Erlbach und der 1813 gegründeten Ruralgemeinde Eschenbach zugeordnet. Am 14. September 1824 erfolgte die Umgemeindung in die Ruralgemeinde Siedelbach. Am 1. Januar 1972 wurde Mittelmühle im Zuge der Gebietsreform in Bayern nach Markt Erlbach eingemeindet.

## Einwohnerentwicklung
| Jahr      | 001818 | 001840 | 001861 | 001871 | 001885 | 001900 | 001925 | 001950 | 001961 | 001970 | 001987 | 002017 | 002023 |
| Einwohner | 7      | 12     | 10     | 12     | 10     | 10     | 7      | 11     | 5      | 8      | 9      | *6     | *6     |
| Häuser    | 1      | 1      |        |        | 2      | 2      | 2      | 1      | 2      |        | 2      |        |        |
| Quelle    | [ 11 ] | [ 12 ] | [ 13 ] | [ 14 ] | [ 15 ] | [ 16 ] | [ 17 ] | [ 18 ] | [ 19 ] | [ 20 ] | [ 21 ] |        | [ 1 ]  |

## Religion
Der Ort ist seit der Reformation evangelisch-lutherisch geprägt und bis heute nach St. Kilian (Markt Erlbach) gepfarrt. Die Katholiken gehören zur Kirchengemeinde Maria Namen (Markt Erlbach), die ursprünglich eine Filiale von St. Michael (Wilhermsdorf) war und seit 2019 eine Filiale von St. Johannis Enthauptung (Neustadt an der Aisch) ist.